# Acalypha fournieri
Acalypha fournieri är en törelväxtart som beskrevs av Johannes Müller Argoviensis. Acalypha fournieri ingår i släktet akalyfor, och familjen törelväxter. Inga underarter finns listade i Catalogue of Life.